# 0773
0773 è il prefisso telefonico del distretto di Latina, appartenente al compartimento di Roma.
Il distretto comprende la parte occidentale della provincia di Latina. Confina con i distretti di Roma (06) a ovest e a nord, di Frosinone (0775) e di Formia (0771) a est.

## Aree locali e comuni
Il distretto di Latina comprende 15 comuni inclusi nelle 4 aree locali di Latina (ex settori di Latina e Sermoneta), Priverno, Sabaudia e Terracina. I comuni compresi nel distretto sono: Bassiano, Latina, Maenza, Norma, Pontinia, Priverno, Prossedi, Roccagorga, Roccasecca dei Volsci, Sabaudia, San Felice Circeo, Sermoneta, Sezze, Sonnino e Terracina.